# Birgitta Ander (1916–1984)
Birgitta Ander, född 22 juli 1916 i Göteborg, död 22 mars 1984 i Västervik, var en svensk skådespelare.

## Filmografi (komplett)
- 1957 – Blondin i fara - Birgitta
- 1958 – Mannekäng i rött - mannekäng
- 1961 – Svenska Floyd - autografjägare

### Fotnoter
1. ↑  ”Birgitta Ander”. Svensk Filmdatabas. http://www.sfi.se/sv/svensk-filmdatabas/Item/?type=PERSON&itemid=65519&ref=%2ftemplates%2fSwedishFilmSearchResult.aspx%3fid%3d1225%26epslanguage%3dsv%26searchword%3dBirgitta+Ander%26type%3dPerson%26match%3dBegin%26page%3d1%26prom%3dFalse. Läst 22 september 2012.